# سینگهارامولا
سینگهارامولا (به لاتین: Singharamulla) یک منطقهٔ مسکونی در سری‌لانکا است که در استان غربی، سری‌لانکا واقع شده‌است.